# Едит Кавъл
Едит Кавъл (на английски: Edith Cavell) е английска медицинска сестра.

## Биография
Родена е на 4 декември 1865 година в Суордестън, графство Норфолк, в семейството на англикански свещеник. Получава диплома за начална учителка и работи като гувернантка, включително в Брюксел между 1890 и 1895 година. След връщането си в Англия преминава обучение и става медицинска сестра.
През 1907 година Кавъл отново заминава за Брюксел, където, заедно с ръководителя на Белгийския червен кръст Антоан Дьопаж и съпругата му Мари Дьопаж основава първото в страната светско училище за медицински сестри, но което става директор.
След започването на Първата световна война и окупацията на Брюксел от Германия през 1914 година Едит Кавъл се включва в нелегална мрежа за прехвърляне на военнопленници от Антантата в неутралната Нидерландия. Организацията е разкрита през лятото на 1915 година и Кавъл е арестувана на 5 август, след което е изправена пред военен съд, заедно с десетина други участници. Процесът предизвиква силен международен отзвук, като публични кампании в защита на обвиняемите започват както в страните от Антантата, така и в някои неутрални държави, най-вече в Испания и Съединените щати. Въпреки това на 11 октомври повечето обвиняеми, включително Едит Кавъл, са осъдени на смърт за измяна.
Едит Кавъл е разстреляна на 12 октомври 1915 година в Националното стрелбище в Схарбек. Първоначално е погребана там, а след края на войната останките и са препогребани до катедралата на Норич. Англиканската църква отбелязва паметта ѝ на 12 октомври.